# Иосселиани, Ярослав Константинович
Ярослав Константинович Иосселиани (29 февраля 1912, Лахири — 23 марта 1978, Тбилиси) — советский военный моряк, в годы Великой Отечественной войны командир подводных лодок Черноморского и Северного флотов. Герой Советского Союза (16 мая 1944). Капитан 1-го ранга (27 апреля 1950).

## Биография
Родился в горах Верхней Сванетии. Вырос в интернате в Гаграх. Так окончил школу, затем — два курса Сухумского педагогического техникума, а в 1933 году — экономический факультет Московского финансового института.
С 1934 года на службе в ВМФ СССР. В 1938 году окончил Военно-морское училище имени М. В. Фрунзе в Ленинграде. С июня 1938 по ноябрь 1939 года командовал штурманской боевой частью подводной лодки Щ-207 «Касатка» Черноморского флота. затем его вновь направили учиться и в 1940 году он окончил — высшие специальные курсы командного состава Учебного отряда подводного плавания имени С. М. Кирова. После их окончания в ноябре 1940 года был назначен помощником командира подводной лодки Щ-216.
В этой должности встретил начало Великой Отечественной войны. Корабль ещё достраивался и вступил в строй в августе 1941 года. На нём Я. Иосселиани выполнил 6 боевых походов (включая транспортные походы в осаждённый Севастополь), в которых корабль дважды выходил в атаки на вражеские корабли, но не добился успеха.
В июне 1942 года был назначен командиром подводной лодки «М-111» типа «Малютка». Под его командованием с ноября 1942 по декабрь 1943 года «М-111» совершила 11 боевых походов, выполнила торпедные атаки на 12 судов, из которых потопила 2 транспорта и лихтер, а также повредила 1 транспорт. По другим данным, удалось потопить 1 и повредить 1 транспорт.
Указом Президиума Верховного Совета СССР от 16 мая 1944 года «за образцовое выполнение боевых заданий командования на фронте борьбы с фашистскими захватчиками по освобождению Крыма и проявленное при этом геройство» Иосселиани Ярославу Константиновичу присвоено звание Героя Советского Союза с вручением ордена Ленина и медали «Золотая Звезда» (№ 3895).
В марте 1944 года экипаж М-111 передал корабль новому экипажу, а в апреле через Мурманск убыл в Великобритании, где принял у союзников подводную лодку В-4 (бывшая HMS Ursula (N59) постройки 1937—1938 гг. В августе привёл корабль из Англии в Полярный, где его включили в состав Северного флота. В пути его атаковали немецкие самолёты, благодаря мастерству командира лодка увернулась от всех их атак.
На Севере на этой подлодке выполнил 1 боевой поход, в котором 20 октября 1944 года В-4 уничтожила немецкий противолодочный корабль UJ-1219. При этом по докладу экипажа, в этом походе был потоплен транспорт или танкер противника, гибель которого наблюдали сразу несколько человек верхней вахты подлодки, но немецкие послевоенные источники об этой потере не упоминают.
С января 1945 года командовал подводной лодкой С-17 «Советская Сванетия» Северного флота, которая вступила в боевой состав флота уже после Победы, в мае 1945 года.
С мая 1947 по апрель 1950 года служил инспектором группы инспекторов по подводным силам Главной инспекции ВМС. В 1952 году окончил военно-морской факультет Высшей военной академии имени К. Е. Ворошилова. С декабря 1952 года – командир бригады подводных лодок 4-го ВМФ на Балтийском море. После пребывания в распоряжении командующего флотом (с июня 1954) был в ноябре 1954 года назначен командиром бригады строящихся подводных лодок. С ноября 1958 года состоял в научно-исследовательской группе Генерального штаба. С октября 1959 — начальник 1-го отдела управления начальника военно-морских учебных заведений, с января 1961 — заместитель начальника Высшего военно-морского училища подводного плавания им. Ленинского комсомола. В октябре 1966 года уволен в запас.
Депутат Верховного Совета СССР 2-го созыва (1946—1950).
Похоронен в Пантеоне общественных деятелей в Сабуртало (Тбилиси).

## Награды
- Герой Советского Союза (16.05.1944, медаль «Золотая Звезда» № 3895);
- Орден Ленина (16.05.1944);
- 4 ордена Красного Знамени (7.04.1943, 19.05.1943, 7.11.1944, 1954);
- Орден Нахимова 2-й степени (2.09.1944);
- Орден Отечественной войны 1-й степени (7.12.1943);
- орден Красной Звезды (20.06.1949);
- медаль «За боевые заслуги» (3.11.1944);
- медаль «За оборону Севастополя»;
- медаль «За оборону Кавказа»;
- ряд других медалей СССР;

## Сочинения
- Записки подводника. // «Звезда». — 1951. — № 1 (переиздавалась отдельными изданиями в 1951, 1952, 1954, 1962 гг.)
- Уходим в море. — Горький, 1956.
- В битвах под водой. — М.: Воениздат, 1959.
- Огонь в океане. Записки командира подводной лодки. — М.: Молодая гвардия, 1959.
  - Изд. перераб. и расшир. — Тбилиси: Мерани, 1975.
- Записки подводника. — Мурманск, 1962.
- Морской ветер. — М.: Московский рабочий, 1972.
- Ночные атаки подводной лодки «В-4» (воспоминания командира подводной лодки). // Военно-исторический журнал. — 1961. — № 3. — С.71-77.
- Podwodna wojna / Jarosław Josseliani ; Tłum. z ros. Jan Kowal. — Warszawa: M-wo obrony narodowej, 1960.

## Память
- Именем Я. К. Иосселиани был назван рыболовный траулер[5].